# Parc provincial de Dry Island Buffalo Jump
Le parc provincial de Dry Island Buffalo Jump  est un parc provincial situé dans le centre de l'Alberta, au Canada, situé à environ 103 km au sud de Red Deer et 16 km à l'est de Trochu. Le parc est situé le long de la rivière Red Deer et est formé de Badlands. Son nom dérive du grand plateau situé au milieu du parc, à 200 m au-dessus la rivière Red Deer, qui n'a jamais été mis en valeur par les humains et conserve ses prairies vierges.
Le parc est situé à une altitude allant de 720 m à 875 m et a une superficie de 15,9 km2.
Le parc est le site d'un ancien précipice à bisons, où les autochtones poussaient les troupeaux de bisons vers les falaises pour subvenir à leurs besoins. Les collines ont également une flore et une faune rares. Le parc contient le gisement le plus important d’Albertosaurus au monde, découvert par Barnum Brown au début du XXe siècle et mis en valeur par le Dr Phil Currie en 1997.